# Operazione Necora
L'Operazione Necora è stata un'operazione della polizia spagnola da cui poi è scaturito il processo contro la prima rete di narcotraffico della Galizia negli anni '90 del secolo scorso.
Il 12 giugno 1990 il giudice della Audiencia Nacional Baltasar Garzón e del finanziere antidroga Javier Zaragoza iniziarono ad infliggere il primo colpo contro le bande di narcotrafficanti galiziani.
La sentenza definitiva del processo è arrivata nel 2004.

## Origini
Le investigazioni sul narcotraffico internazionale in cui si è inserita la mafia galiziana nascono con una carta inviata nell'agosto del 1989 per Ricardo Portabales Rodríguez, un trafficante condannato in carcere dal magistrato Luciano Varela, giudice di Pontevedra che invstigava sul caso..
Dopo aver preso una dichiarazione al pentito e una prima inchiesta, Luciano Varela, d'intesa, tra l'altro, con il presidente del Tribunale provinciale di Pontevedra, Félix Rodríguez García, decide di trasferire il procedimento al Tribunale nazionale, competente nella lotta contro questo tipo di reato il magistrato Baltasar Garzón è stato accusato di continuare le indagini con l'assistenza della Sezione IV del Servizio di narcotici centrale.
Garzón era solito istruire il caso contro i trafficanti della testimonianza di due informatori noti come "rimpianti di Los Angeles": Ricardo Portabales Rodríguez e Manuel Fernández Padín, un membro di uno dei clan.